# Châtenay-Malabry
Châtenay-Malabry là một xã trong vùng đô thị Paris, thuộc tỉnh Hauts-de-Seine, vùng hành chính Île-de-France của nước Pháp, có dân số là 30.919 người (thời điểm 1999).

## Thông tin nhân khẩu
| 1946  | 1954   | 1962   | 1968   | 1975   | 1982   | 1990   | 1999   |
| ----- | ------ | ------ | ------ | ------ | ------ | ------ | ------ |
| 9 179 | 14 269 | 24 756 | 27 484 | 30 497 | 28 580 | 29 197 | 30 621 |

## Các thành phố kết nghĩa
- Bergneustadt, Đức (từ 1967)
- Landsmeer, Hà Lan (từ 1986)
- Wellington, Shropshire Vương quốc Anh (từ 2001)

## Những người con của thành phố
- Robert Jonquet, cầu thủ bóng đá, (sinh 1925)
- Paul Ricœur, triết gia, mất năm 2005 tại Châtenay-Malabry
- Jérôme Rothen, cầu thủ bóng đá, (sinh 1978)